# Steve Stone
Steven Brian Stone (ur. 20 sierpnia 1971 w Gateshead) – angielski piłkarz. Występował na pozycji pomocnika.

## Kariera klubowa
Steve Stone urodził się w Gateshead. Swoją zawodową karierę piłkarską rozpoczął w 1990 roku w klubie Nottingham Forest, gdzie wcześniej grał w drużynie juniorów. Przez pierwsze dwa sezony nie występował w podstawowej jedenastce, jednak z czasem stał się podstawowym zawodnikiem swojego klubu. 9 lat później, w 1999 roku przeszedł za kwotę 5,5 miliona funtów do innego angielskiego klubu – Aston Villi. W jej barwach występował przez 3 lata. W tym czasie rozegrał tam 90 meczów i strzelił 4 bramki. W 2002 roku przeszedł do ekipy Portsmouth F.C. Na Fratton Park grał do roku 2005. W barwach Pompey zagrał 73 mecze i 9 razy wpisał się na listę strzelców. Ostatnim klubem w karierze Anglika był Leeds United. 15 grudnia 2006 Steve postanowił zakończyć swoją karierę piłkarską.

## Kariera reprezentacyjna
Steve w reprezentacji swojego kraju zadebiutował 11 października 1995 w meczu przeciwko Norwegii. 15 listopada 1995 w spotkaniu ze Szwajcarią zdobył swojego pierwszego gola w barwach narodowych. Rok później został powołany przez Terry’ego Venablesa do kadry na Euro 1996. Na tym turnieju Anglicy dotarli do półfinału. Ćwierćfinałowa potyczka z Hiszpanią, w której Anglicy wygrali w rzutach karnych była ostatnim jego meczem w kadrze. Łącznie w drużynie narodowej rozegrał 9 spotkań i 2 razy wpisał się na listę strzelców.